# New Kids on the Block (album)
New Kids on the Block è il primo eponimo album discografico della boy band statunitense New Kids on the Block, pubblicato nel 1986.

## Descrizione
Alla sua uscita passò inosservato, ma con il successo del disco seguente, Hangin' Tough, la casa discografica decise di pubblicare il singolo Didn't I (Blow Your Mind) e ristampare il primo album per sfruttare il momento di popolarità del gruppo. Nel dicembre 1989, tre anni e mezzo dopo la sua pubblicazione originaria, New Kids on the Block ha conquistato il 25º posto della Billboard 200.

## Tracce
1. Stop It Girl (Maurice Starr) 3:43
2. Didn't I (Blow Your Mind) (Bell, Hart) 4:24
3. Popsicle (Starr) 4:49
4. Angel (Cappra, Starr) 3:32
5. Be My Girl (Starr) 3:55
6. New Kids on the Block (Starr, Donnie Wahlberg) 3:22
7. Are You Down? (AJ Banks, Nuri, Donnie Wahlberg) 5:00
8. I Wanna Be Loved by You (Starr) 4:56
9. Don't Give Up on Me (Starr) 4:45
10. Treat Me Right (Starr) 4:17

## Formazione
- Jordan Knight - voce, cori
- Jonathan Knight - voce, cori
- Joey McIntyre - voce, cori
- Donnie Wahlberg - voce, cori
- Danny Wood - voce, cori

Collaboratori
- Maurice Starr - produzione, strumenti vari